# Sestrica Vela (Obonjan)
Sestrica Vela je nenaseljeni hrvatski jadranski otočić istočno od Obonjana.
Njegova površina iznosi 0,212 km². Dužina obalne crte iznosi 1,72 km.